# Allocreadioidea
Allocreadioidea — надсемейство трематод в составе подотряда Xiphidiata.

## История

### Устаревшая классификация
Согласно литературным данным, изначально надсемейство Allocreadioidea включало в себя пять семейств, среди которых:
- Allocreadiidae Looss, 1902;
- Opecoelidae[англ.] Ozaki, 1925;
- Brachycladiidae Odhner, 1905;
- Batrachotrematidae[англ.] Dollfus & Williams, 1966;
- Acanthocolpidae Lühe, 1906.

Японский исследователь Сатю Ямагути в 1971 году рассматривал в его составе три семейства: Allocreadiidae, Opecoelidae и Lepocreadiidae. Незадолго до Ямагути Кейбл в 1956 применил термин «аллокреадиоидный комплекс» (англ. allocreadioid complex), в состав которого он включил три надсемейства: Allocreadioidea, Opecoeloidea и Lepocreadioidea для трёх семейств Allocreadiidae, Opecoelidae и Lepocreadiidae соответственно. Выдающийся советский зоолог Константин Иванович Скрябин в 1966 в своей монографии подробно описал надсемейство Allocreadioidea, поддерживая классификацию Кейбла. В 1958 году Скрябин, Петров и Коваль расширили описание и понимание термина «аллокреадиоидный комплекс», который они обозначили как подотряд Allocreadiata, сделав надсемейство Allocreadioidea и входящее в него семейство Allocreadiidae типовыми для данного подотряда.